# Fedlimino di Kilmore
Fedlimino (fl. VI secolo) è ritenuto il fondatore e primo vescovo della sede di Kilmore. Il suo culto come santo è stato confermato da papa Leone XIII nel 1902.

## Biografia
Le notizie intorno alla vita di Fedlimino sono scarse e confuse: gli viene tradizionalmente attribuita la fondazione della Chiesa di Kilmore, nella contea di Cavan, ma nulla sembra legarlo a tale località e nei documenti non si trova menzione di un vescovo di Kilmore fino al Duecento.
Alcuni autori, basandosi sulla lettura del martirologio del Donegal, ritengono che Fedlimino non abbia operato a Kilmore, ma in una quasi omonima località della contea di Roscommon.

## Il culto
Papa Leone XIII, con decreto del 19 giugno 1902, ne confermò il culto con il titolo di santo.
Il suo elogio si legge nel martirologio romano al 9 agosto.